# Leia major
Leia major är en tvåvingeart som beskrevs av Edwards 1933. Leia major ingår i släktet Leia och familjen svampmyggor. Inga underarter finns listade i Catalogue of Life.